# جون هولاند (ممثل أمريكي)
جون هولاند (بالإنجليزية: John Holland) هو ممثل أمريكي، ولد في 11 يونيو 1899 في كينوشا في الولايات المتحدة، وتوفي في 2 سبتمبر 1971 في لاغونا بيتش في الولايات المتحدة.

## وصلات خارجية
- جون هولاند (ممثل أمريكي) على موقع IMDb (الإنجليزية)
- جون هولاند (ممثل أمريكي) على موقع أول موفي (الإنجليزية)
- جون هولاند (ممثل أمريكي) على موقع قاعدة بيانات الفيلم (الإنجليزية)
- جون هولاند (ممثل أمريكي) على موقع كينوبويسك (الروسية)